# Phalops divisus
Phalops divisus är en skalbaggsart som beskrevs av Christian Rudolph Wilhelm Wiedemann 1823. Phalops divisus ingår i släktet Phalops och familjen bladhorningar. Inga underarter finns listade i Catalogue of Life.